# Eucoenogenes
Eucoenogenes is een geslacht van vlinders van de familie bladrollers (Tortricidae), uit de onderfamilie Olethreutinae.

## Soorten
- E. aestuosa (Meyrick, 1912)
- E. cyanopis (Meyrick, 1912)
- E. deltostoma Diakonoff, 1967
- E. euphlebia Kawabe, 1989
- E. japonica Kawabe, 1978
- E. levatana Kuznetsov, 1997
- E. melanancalis (Meyrick, 1937)
- E. pythonias (Meyrick, 1910)